# Waverly (Ohio)
Waverly (también Waverly City) es una ciudad ubicada en el condado de Pike en el estado estadounidense de Ohio. En el Censo de 2010 tenía una población de 4408 habitantes y una densidad poblacional de 399,7 personas por km².

## Geografía
Waverly City se encuentra ubicada en las coordenadas 39°7′34″N 82°59′0″O / 39.12611, -82.98333. Según la Oficina del Censo de los Estados Unidos, Waverly City tiene una superficie total de 11.03 km², de la cual 10.88 km² corresponden a tierra firme y (1.34%) 0.15 km² es agua.

## Demografía
Según el censo de 2010, había 4408 personas residiendo en Waverly City. La densidad de población era de 399,7 hab./km². De los 4408 habitantes, Waverly City estaba compuesto por el 96.17% blancos, el 1.04% eran afroamericanos, el 0.34% eran amerindios, el 0.43% eran asiáticos, el 0.02% eran isleños del Pacífico, el 0.36% eran de otras razas y el 1.63% pertenecían a dos o más razas. Del total de la población el 0.77% eran hispanos o latinos de cualquier raza.